# Edward Idris Cassidy
Edward Idris kardinál Cassidy (5. července 1924 Sydney – 10. dubna 2021) byl australský římskokatolický kněz, vatikánský diplomat, bývalý předseda Papežské rady pro jednotu křesťanů, kardinál.
Kněžské svěcení přijal 23. července 1949. Působil jako duchovní v diecézi Wagga Wagga. V roce 1952 odjel na další studia do Říma. Získal doktorát z kanonického práva na Papežské lateránské univerzitě a začal se připravovat na diplomatickou službu na Papežské diplomatické akademii. V letech 1955 až 1962 byl sekretářem internunciatury v Indii, následujících osm let působil na nunciaturách v Irsku (1962–1967), Salvadoru (1967–1969) a Argentině (1969–1970).
Dne 27. října 1970 byl jmenován titulárním arcibiskupem a pronunciem na Tchaj-wanu. Biskupské svěcení mu udělil 15. listopadu téhož roku státní sekretář kardinál Jean-Marie Villot. V dalších letech plnil funkce pronuncia v Bangladéši (od ledna 1973), V Jihoafrické republice a Lesotho (od března 1979) a Nizozemském království (od listopadu 1984). V březnu 1988 přešel do státního sekretariátu, v prosinci 1989 ho papež Jan Pavel II. jmenoval předsedou Papežské rady pro jednotu křesťanů. V této funkci mj. vydal v březnu 1993 Direktář k provádění ekumenických principů a norem. 
Při konzistoři 28. června 1991 byl jmenován kardinálem. Byl mj. speciálním papežským delegátem na Ukrajině při oslavách 400 let Brestlitevské unie v květnu 1996. Při dosažení kanonického věku rezignoval v březnu 2001 na funkci předsedy Papežské rady pro jednotu křesťanů. Jeho nástupcem se stal kardinál Walter Kasper.